# أريزونا (فلم 1913)
أريزونا (بالإنجليزية: Arizona) هو فيلم أبيض وأسود غربي صامت أمريكي صدر عام 1913 من إخراج أوغسطس توماس استنادًا إلى مسرحيته أريزونا عام 1899 والتي قام ببطولتها على المسرح فينسنت سيرانو وإليانور روبسون. إنه أحد أول الأفلام الروائية الطويلة التي تم إنتاجها في الولايات المتحدة، إلى جانب فيلم كليوباترا وريتشارد الثالث. يلعب سيريل سكوت دور الملازم دنتون الرئيسي.

## ملخص القصة
يتم إرسال هنري كانبي، إلى ولاية أريزونا كقائد في سلاح الفرسان الأمريكي. إن رئيسه في العمل لديه زوجة خائنة. ومن أجل حماية سمعة الرجل، يتحمل اللوم عن العديد من الأحداث التي تقع.

## طاقم التمثيل
- روبرت بروديريك – هنري كانبي
- سيريل سكوت – الملازم دنتون
- جيل كين – بونيتا كانبي
- ويليام كونكلين – الكابتن هودجمان
- فرانسيس كارليل – العقيد بونهام
- إتش دي بلاكمور – الدكتور فينلون
- ألما برادلي – لينا كيلار
- جيرترود شيبمان – إستريلا بونهام
- وونغ لينج – سام وونغ
- إليزابيث ماكول – السيدة كانبي
- تشارلز إي دافنبورت – توني موستانو
- تشارلز إي جراهام – الرقيب كيلار

## روابط خارجية
- أريزونا  في قاعدة بيانات الأفلام على الإنترنت (بالإنجليزية)